# جو جليسون
جو جليسون (بالإنجليزية: Joe Gleason)‏ هو لاعب كرة قاعدة أمريكي، ولد في 9 يوليو 1895 في فيلبس في الولايات المتحدة، وتوفي بنفس المكان في 8 سبتمبر 1990.

## وصلات خارجية
- جو جليسون على موقعبيزبول رفرنس.كوم (الدوري الرئيسي) (الإنجليزية)
- جو جليسون على موقعبيزبول رفرنس.كوم (الدوري الثانوي) (الإنجليزية)